# 台南交流道
22°55′47.5″N 120°13′14.6″E / 22.929861°N 120.220722°E
台南交流道位於臺灣臺南市仁德區二行里、成功里交界處，里程指標為台86線5k，連結台1線（二仁路）的交流道，是台南市區與台86線之間的重要聯絡道路之一。
東向路段已於1999年12月30日通車，西向路段也已於2010年12月16日通車。
藉由此交流道可前往文華路二段、大同路三段、機場路、臺南機場、臺南都會公園、奇美博物館及高雄市湖內區。
|  | 5 台南 |  | 台南 航空站 湖內 |

## 周邊設施
- 臺南都會公園
- 奇美博物館
- 臺南機場
- 家樂福新仁店

## 外部連結
- 台86線台南交流道示意圖 （页面存档备份，存于）（交通部公路總局）